# Villa Sciarra (Frascati)
Villa Sciarra è una delle dodici Ville Tuscolane.
L'attuale denominazione è dovuta all'ultimo proprietario, che nel 1919 divenne la famiglia Sciarra.

## Storia e descrizione
Voluta da Mons. Ottaviano Vestri da Barbiano, l'edificio risale al 1570 con la denominazione Villa Bel Poggio.
Passò poi al Duca di Ceri,  e  successivamente  ai principi Pallavicini, nel 1919 fu ceduta a Maffeo Barberini Colonna di Sciarra, VIII principe di Carbognano, nel 1929 venne ceduta a Leone Weinstein. Nel 1932 la villa venne acquistata alle Suore dell'Opera Pia Casa della Provvidenza che vi istituirono un orfanotrofio fino alla sua completa distruzione durante gli eventi della seconda guerra mondiale. 
Da notare il portale d'ingresso attribuito all'arch. Nicola Salvi, l'architetto della Fontana di Trevi.
Resta il parco - giardino con ruderi  classici di età romana e la terrazza panoramica.
Attualmente la Villa ricostruita ed il Parco sono adibiti a scuola pubblica.